# Beit Khallaf
Beit Khallaf (arabsko بيت خلاف [ˈbeːt χalˈlaːf]) je vas približno 10 km zahodno od Girge v Gornjem Egiptu. Vasi je vladala premožna družina Sibak iz tradicionalno močnega plemena Houara. Beit Khallaf je ena v skupini vasi, v katero spadajo še Beit Allam, Beit Khuraybi in Beit Dawud Sahl, ki so leta 2006 imele 10.895 prebivalcev.

## Mastabe
Izven vasi je pet mastab iz Tretje dinastije, zgrajenih iz blatnih zidakov. Raziskal jih je arheolog John Garstang leta 1900 in 1801. Garstang je bil prepričan, da je odkril grobnico faraona Džoserja ali Sanakta iz Tretje dinastije, zdaj pa prevladuje mnenje, da gre najverjetneje za zasebne grobnice iz istega obdobja.
Največja mastaba, K1, se dviga 8 m nad puščavo in pokriva površino več koz 3800 m2. Dva metra debel zunanji zid obdaja prostor, napolnjen s peskom in kamenjem. Okoli jam in na vogalih so ogromne zgradbe iz zidakov. Pogrebni jašek leži 25 m pod površino na dnu stopnišča, ki je bilo blokirano s šestimi masivnimi kamnitimi bloki.  Strop nad stopniščem je bil sodčasto obokan in podprt z loki iz blatnih zidakov. Domneva se, da gre za najstarejše znane oboke v Egiptu. Na stopnišču so odkrili skoraj 800 valjastih vaz iz alabastra. Na nekaterih pokrovih so bili glinasti pečati z imenom Neter-Khet  (Nečerikhet). Pogrebna soba je sestavljena iz 18 komor, ki vodijo ven iz osrednjega prehoda. Grobnico so na žalost oplenili plenilci grobov, ki so pod mastabo izkopali majhen rov. Kosti in obredne posode so razmetane po prostoru.
Druga največja mastaba, K2, je po obliki podobna prvi. V njej so odkrili človeške ostanke in majhen fragment z imenom Hen-nekt ali Sa-nekt (Sanakt).